# Doctrina Sinatra

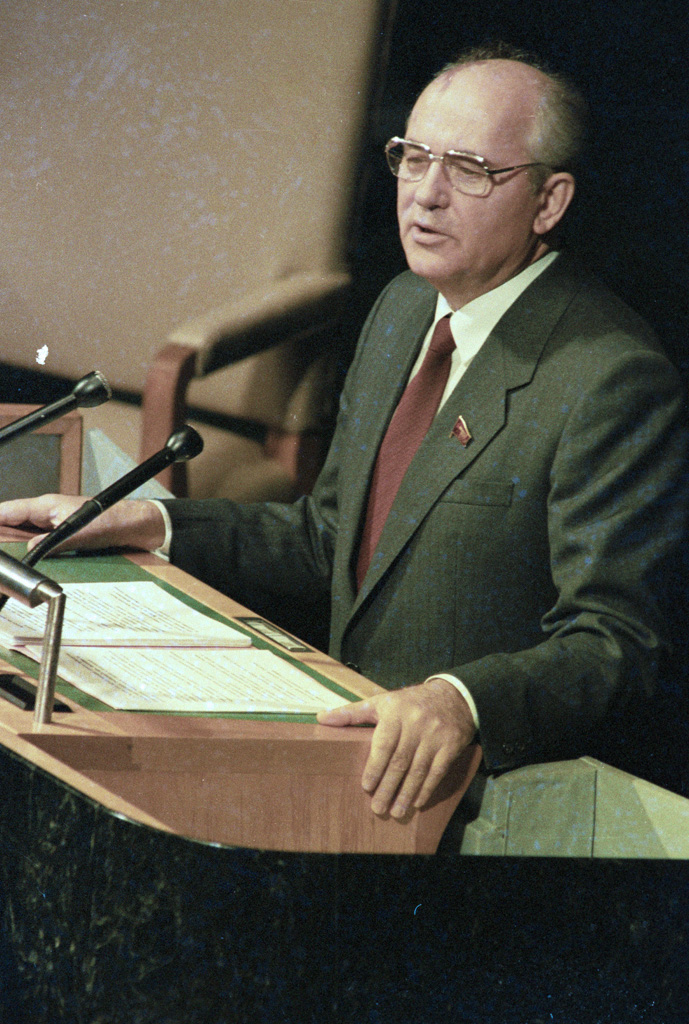
Michail Gorbačëv parla a l'Assemblea general de les Nacions Unides el desembre de 1988.

La Doctrina Sinatra és el nom que el govern soviètic de Mikhaïl Gorbatxov usava per a descriure la seva política de tolerància respecte als països veïns del Pacte de Varsòvia animant-los a actuar amb llibertat sobre els seus propis afers interns. Aquesta doctrina, va ser batejada així en honor de Frank Sinatra per la seva cançó My way ("A la meva manera"), ja que permetia a aquestes nacions anar a la seva pròpia manera, en contrast amb l'anterior Doctrina Bréjnev, o de sobirania limitada, que havia estat usada per a justificar la invasió soviètica a Txecoslovàquia el 1968. La frase va ser encunyada pel ministre d'Afers Exteriors de Gorbatxov, Eduard Xevardnadze. Després de la formulació d'aquesta doctrina els diferents estats aliats del Bloc Soviètic van iniciar reformes d'Estat i, el 1989, el Mur de Berlín va ser enderrocat, assenyalant així el final de la Guerra Freda.

## Història

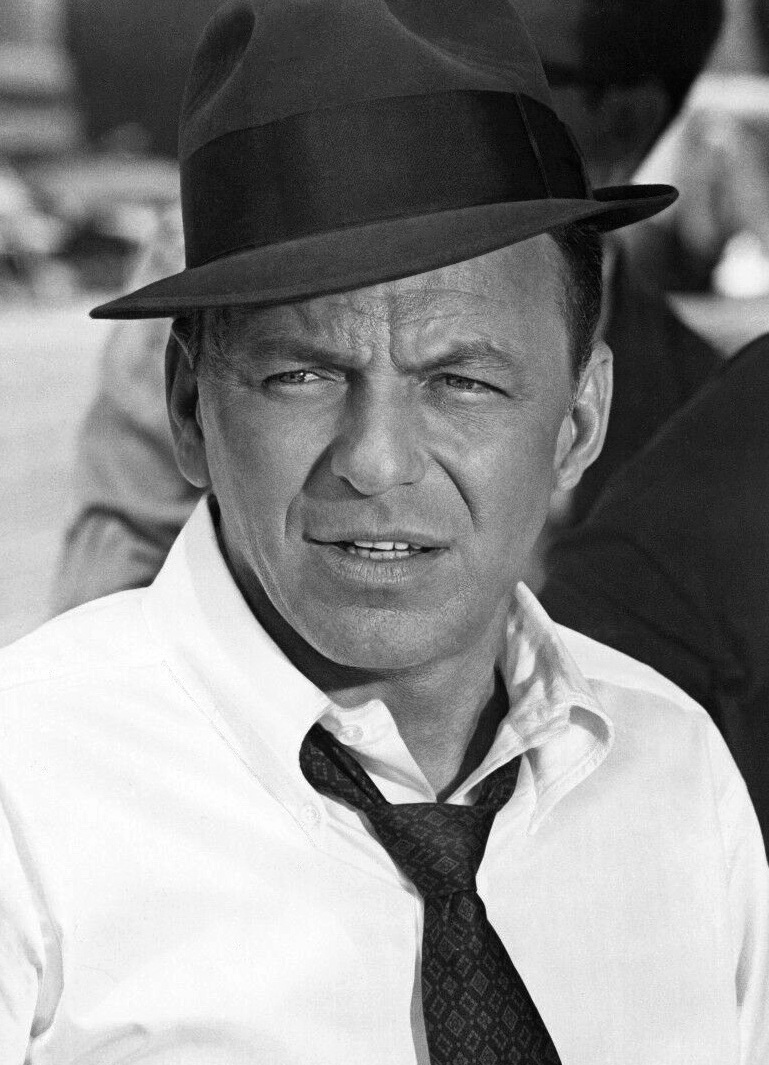
Frank Sinatra el 1967, dos anys abans del llançament de My Way

Aquesta doctrina fou anomenada en motiu de la cançó de Frank Sinatra My Way ("El meu camí"), perquè permetia a aquestes nacions fer el que els semblés oportú, en contraposició a l'anterior doctrina Brežhnev, que s'havia utilitzat per justificar la invasió de la Txecoslovàquia el 1968, a més de la d'Afganistan (no pertanyent al Pacte) el 1979.
L'expressió va ser creada a posteriori el 7 de setembre de 1989 per Guennadi Ivànovitx Gueràssimov, cap del departament d'informació del Ministeri d'Afers Exteriors soviètic, que tenia fama de ser una persona divertida. Participant en un debat sobre el diàleg Est-Oest. Un camí cap a la pau, programat pel Dia Nacional de l'amistat organitzat per la Democràcia Cristiana amb el consultor del departament d'Estat nord-americà Edward Luttwak i el periodista Arrigo Levi, Gueràssimov va dir: "Avui a la Unió Soviètica hem substituït la doctrina Brežhnev, que ja no existeix i potser mai no va existir, amb la doctrina Frank Sinatra, del títol d'una de les seves famoses cançons, cadascú a la seva manera. De fet, crec que cada país de l'est té la seva manera de fer les coses".
El 25 d'octubre següent, el mateix Gueràssimov va aparèixer al popular programa de televisió dels Estats Units Good Morning America per parlar d'un discurs que havia fer dos dies abans el ministre d'Afers Exteriors, Eduard Shevardnadze, que havia dit que els soviètics reconeixien la llibertat d'elecció de totes les nacions (incloent específicament també els estats del Pacte de Varsòvia). Gueràssimov va dir a l'entrevistador que «Ara tenim la doctrina Frank Sinatra. Té una cançó, "I Did It My Way". Així, cada nació decideix per si mateixa la manera de seguir ". Quan se li va preguntar si això incloïa l'acceptació de Moscou de la retirada de la protecció política soviètica dels països del "bloc", va respondre: "Per descomptat ... les estructures polítiques les han de decidir la gent que viu en aquests països".
La "Doctrina Sinatra" fou vista com el permís concedit per Moscou als seus aliats per decidir la millor manera d'autoreformar-se en un sentit democràtic. De fet, aquesta havia estat la política soviètica des de feia temps; ja el 5 de juliol de 1988, Gorbachov i Károly Grósz, secretari general del PC hongarès, havien acordat que les relacions URSS- Hongria havien de restablir-se segons els principis de "no interferència, assistència mútua, independència i responsabilitat compartida per als destins històrics del socialisme". El 7 de desembre després de l'Assemblea General de les Nacions Unides, Gorbaxov va anunciar per sorpresa que havia tallat dràsticament l'Exèrcit Roig i retirat una gran part de les tropes dels països de l'Europa de l'Est.
Al febrer de 1989, durant una ronda electoral a Ucraïna, Gorbaxov va animar públicament els països aliats a continuar amb la cerca autònoma de solucions polítiques: «Avui molts països socialistes busquen maneres d'avançar cap a una nova qualitat de vida i a la consolidació de la societat basada en el desenvolupament del potencial de la democràcia socialista". Va afegir "els principis que han de regir aquest nou sistema de relacions intercomunistes: independència, igualtat completa, cap tipus d'interferència, correcció de deformacions i errors lligats al passat de la història del socialisme".

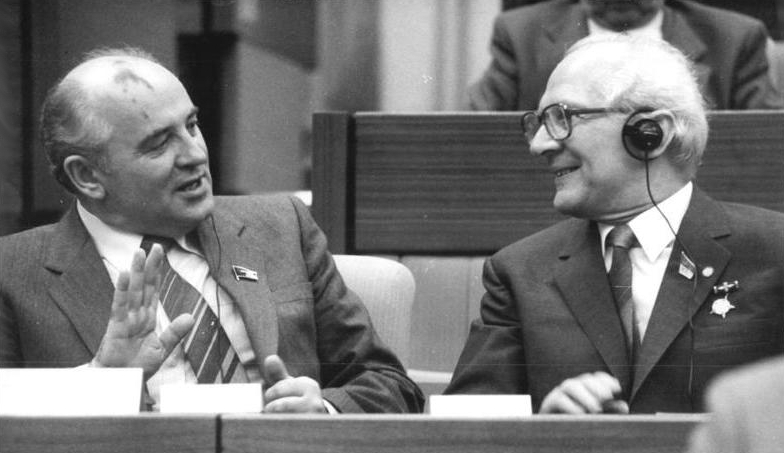
Gorbatxov amb Erich Honecker, obligat a renunciar a la direcció del Partit Socialista Unificat d'Alemanya a causa de la "doctrina Sinatra"

Tanmateix, serà a finals de maig que Gorbaxov va sancionar definitivament la nova política exterior parlant amb el nou Congrés de Diputats del Poble de la Unió Soviètica. Es va decidir així que "l'ús de la força en l'àmbit internacional és inadmissible, mentre que la URSS té la intenció de respectar la llibertat d'opció política i social, excloent la interferència en els assumptes de qualsevol país i posant èmfasi en la necessitat de desideologitzar les relacions entre Units. A partir d'avui, totes les decisions significatives en política exterior es prendran només després d'un debat obert al soviètic ".
El 27 d'octubre, al final d'una cimera de dos dies a la capital polonesa, el Pacte de Varsòvia adoptà la política de no interferència i repudia la guerra freda. Tanmateix, ja el 2 de maig de 1989, el govern d'Hongria havia obert les fronteres amb Àustria, desmantellant el teló d'acer, i no va fer res per evitar l'èxode de milers d'alemanys de l'est cap a Àustria (i d'allí cap a Alemanya Occidental).
El 12 de setembre de 1989, el primer govern no comunista des del 1948 va ocupar el seu càrrec a Polònia. Erich Honecker va dimitir després de 18 anys com a secretari general del partit hegemònic de la República Democràtica Alemanya a favor d'Egon Krenz, i el 9 de novembre es van obrir les primeres portes al mur de Berlín, amb la qual cosa la doctrina Sinatra va demostrar els seus efectes en tot el bloc socialista, iniciant així una ràpida conversió a règims pluralistes amb una economia capitalista.